# ELNA 6 verstärkte Form
Die Tenderlokomotiven der Reihe ELNA 6 verstärkte Form waren eine Form der ELNA 6 mit der Achsfolge D, die von Henschel für verschiedene Nebenbahnen 1927–1929 gebaut wurden. Insgesamt wurden sechs Fahrzeuge für den Einsatzbereich bei der späteren Deutsche Eisenbahn-Gesellschaft und eine für die Nauendorf-Gerlebogker Eisenbahn gefertigt. Letztere gelangte nach dem Zweiten Weltkrieg zur Deutschen Reichsbahn und wurde als 92 6676 bezeichnet. Die Lokomotiven waren bis 1972 im Einsatz und wurden dann ausgemustert sowie verschrottet.

## Geschichte und Einsatz

### Vorkriegszeit
Die Lokomotiven waren 1927 im Konstruktionsbüro von Henschel entwickelt und zum Verkauf angeboten worden. Sie waren der ELNA 6 sehr ähnlich, besaßen aber seitliche Wasserkästen als Unterscheidungsmerkmal. Geliefert wurden die Lokomotiven:
- mit den Fabriknummern 20814 und 20815 an die Farge-Vegesacker Eisenbahn als 13 und 23,[1]
- mit den Fabriknummern 20821 und 21273 an die Rinteln-Stadthagener Eisenbahn als 11 und 12,[2]
- mit den Fabriknummern 20978 und 20979 an die Riesengebirgsbahn mit den Nummern 4 und 5,[2]
- mit der Fabriknummer 21274 an die Nauendorf-Gerlebogker Eisenbahn-Gesellschaft mit der Nummer 191.[3]

Die Maschinen galten von ihrem Typ her als Güterzuglokomotiven wurden aber von ihren Einsatzstellen universell eingesetzt. Die beiden Lokomotiven der Riesengebirgsbahn kamen 1934 ebenfalls zur Rinteln-Stadthagener Eisenbahn. Alle Lokomotiven überstanden den Zweiten Weltkrieg.

### Nachkriegszeit
Die Lokomotiven, die sich westlich der innerdeutschen Grenze befanden, gingen in den Bestand der Deutschen Eisenbahn-Gesellschaft über. Sie verblieben auf ihren angestammten Strecken. Eine Ausnahme bildeten die DEG 191, die kurzzeitig bei der Kassel-Naumburger Eisenbahn stationiert war und die DEG 192, die 1960 zur Braunschweig-Schöninger Eisenbahn kam. Die Loks wurden bis Ende der 1960er Jahre betrieben und dann ausgemustert. Als letzte betriebsfähige Lokomotive gilt die DEG 193, sie wurde 1960 von der Rinteln-Stadthagener Eisenbahn zur Farge-Vegesacker Eisenbahn versetzt und wurde 1972 ausgemustert.
Die Lokomotive der Nauendorf-Gerlebogker Eisenbahn-Gesellschaft wurde 1949 von der Deutschen Reichsbahn übernommen und bekam dort die Betriebsnummer 92 6676. Beheimatet war sie 1950 in Aschersleben, ab 1953 das Bw Frankfurt (Oder) P. Sie stand bis 1965 im Einsatz und wurde Anfang 1967 ausgemustert.

## Technische Merkmale
Die verstärkten ELNA 6 waren gegenüber der Normalvariante durch einen stärkeren Rahmen mit dickeren Rahmenblechen gekennzeichnet. Ursprünglich waren die Lokomotiven mit Rädern Durchmesser 1.100 mm ausgeliefert worden. Zahlreiche Speichenbrüche veranlassten den Hersteller 1933/1934 neue verstärkte Radsätze mit einem Laufkreisdurchmesser von 1.200 mm einzubauen.
Der Kessel besaß eine größere Verdampfungsheizfläche als der der Normalvariante und war für den erhöhten Druck von 13 bar ausgelegt. Der Überhitzer war etwas vergrößert, ebenso der Zylinderdurchmesser mit 550 mm. Als Schieber dienten Regelkolbenschieber, die mit einem Druckausgleich der Bauart Winterthur ausgerüstet waren. Die Kesselaufbauten wichen in ihrer Ausführung gegenüber denen der Standardausführung ab.
Das Führerhaus war gegenüber der Normalvariante etwas länger ausgeführt. Der Hauptluftbehälter war quer unter dem Führerhaus aufgehängt, der Hilfsluftbehälter hing längs unter dem Führerhaus. Trotz der zusätzlichen seitlichen Wasserkästen waren die Betriebsstoffvorräte nur geringfügig größer als bei der Normalvariante.